# Gens Ancia
La gens Ancia (en latín, gens Antia) fue un conjunto de familias plebeyas de la Antigua Roma que compartían el nomen Ancio, la cual parece haber sido de antigüedad considerable.  El primer miembro de la gens que adquirió importancia fue Spurius Antius, uno de cuatro embajadores enviados a Lars Tolumnio, el rey de Veyes en 438 BC.  La familia no fue especialmente importante durante la República, pero avanzado el siglo III, obtuvieron el consulado en los años 94 y 105.

## Praenomina
Los Antii utilizaron los praenomina Spurius, Marcus, y Gaius.

## Ramas y cognomina
Los cognomina de la gens Antia bajo la República eran Briso y Restio. En tiempo imperial encontramos Quadratus y Crescens.

## Miembros de la gens
- Spurius Antius, uno de cuatro embajadores romanos condenados a muerte por Lars Tolumnio, rey de Veyes, en 438 BC.
- Marcus Antius Briso, Tribuno de la plebe en 137 BC.[3]
- (Gaius) Antius Restio, autor de una ley suntuaria que prohibía a los magistrados cenar fuera.[4][5]
- Gaius Antius C. f. Restio, triumvir monetalis en 47 BC, proscrito por los triunviros en 43 BC.[6][7][8]
- Gaius Antius Aulus Iulius Quadratus, cónsul suffectus en 94, y cónsul en 105.
- Marco Ancio Crescente Calpurniano, gobernador de Britania circa  202.